# بدو بزن به چاک
«بدو بزن به چاک» (به انگلیسی: Run Like Hell)، تک‌آهنگی از گروه پراگرسیو راک پینک فلوید است که توسط راجر واترز و دیوید گیلمور سروده شده‌است و در آلبوم دیوار قرار دارد. خواننده اصلی در این آهنگ راجر واترز می‌باشد که البته در نسخه‌های زنده گیلمور به خواندن می‌پردازد. 

## داستان و نسخه فیلم
در نسخهٔ فیلم آلبوم دیوار و این آهنگ، شخصیت اصلی داستان پینک به هواداران خود دستور می‌دهد تا به کسانی که از نظر او لایق تیرباران شدن هستند حمله کنند و خانه‌های یهودیان و سیاه‌پوستان را نابود کنند. (در این قسمت از داستان پینک خود را یک دیکتاتور و فاشیست می‌داند).

## دست‌اندرکاران
- راجر واترز - گیتار بیس، خواننده
- دیوید گیلمور - گیتار ،همخوان
- نیک میسن - درام
- ریک رایت - کیبورد